# Kaloker
Kaloker (grško Καλόκαιρος [Kalókairos], latinsko  Calocaervs), magister pecoris camelorum (slovensko gospodar ovac in kamel, upravnik državnega prevoza) rimskega (bizantinskega), cesarja Konstantina I. Velikega na Cipru, * ni znano, † 334, Tarz, Kilikija.
Leta 333/334 se je uprl in se proglasil za cesarja. Konstantin I. je poslal na Ciper svojega polbrata Flavija Dalmacija, ki je upor zadušil. Kalokerja so odpeljali v Tarz v Kilikiji, kjer so ga obsodili na smrt in usmrtili. 